# Penta-Acquatella
Penta-Acquatella település Franciaországban, Haute-Corse megyében. Lakosainak száma 40 fő (2022. január 1.). Penta-Acquatella Crocicchia, Casabianca, Monte és Ortiporio községekkel határos.

## Népesség
A település népességének változása:
| Lakosok száma | 112  | 53   | 37   | 42   | 34   | 31   | 34   | 37   | 38   | 40   |
|               | 1968 | 1982 | 1990 | 2006 | 2013 | 2015 | 2017 | 2019 | 2020 | 2022 |